# Stazione di Campomaggiore-Pietrapertosa
La stazione di Campomaggiore-Pietrapertosa è una stazione ferroviaria senza traffico a servizio dei comuni di Campomaggiore e Pietrapertosa, sulla ferrovia Battipaglia-Potenza-Metaponto.

## Strutture e impianti
La stazione è dotata di un fabbricato viaggiatori a due piani e a pianta rettangolare, che ospitava i servizi di stazione e la sala d'attesa.
La stazione era servita da 2 binari dotati di marciapiede.

## Movimento
La stazione era servita da treni regionali svolti da Trenitalia nell'ambito del contratto di servizio svolto con la Regione Basilicata. La stazione è stata sospesa al servizio viaggiatori a fine 2006.